# Elfen-Zwergfledermaus
Die Elfen-Zwergfledermaus (Hypsugo ariel) ist ein um das Rote Meer verbreitetes Fledertier in der Familie der Glattnasen. Sie zählte, wie viele andere Gattungsmitglieder, länger zur Gattung Zwergfledermäuse (Pipistrellus). Das Typusexemplar stammt aus dem Bundesstaat Kassala im Sudan.

## Merkmale
Wie der Name andeutet, ist die Art mit einer Kopf-Rumpf-Länge von 35 bis 45 mm, einer Schwanzlänge von 32 bis 44 mm und einem Gewicht von 2,3 bis 4,8 g eine sehr kleine Fledermaus. Sie hat 28 bis 34 mm lange Unterarme, Hinterfüße von 5 bis 6 mm Länge und 9 bis 14 mm lange Ohren. Die Haare des Fells der Oberseite sind an den Wurzeln schwarzbraun und an den Spitzen hell, was ein hellbraunes Aussehen mit rosa oder grauen Tönungen oder cremefarbenes Fell erzeugt. Unterseits ist das Fell ähnlich gestaltet mit einer helleren Färbung. Typisch sind die nackten Bereiche des Gesichts, die Ohren, die Arme und Beine sowie die Finger und Zehen, die fleischfarben mit braunen Tönungen sind. Die Elfen-Zwergfledermaus hat hellbraune leicht durchscheinende Flughäute, wobei die Schwanzflughaut heller als die Flügel ist. Der Schädel ist nicht robust. Bei dieser Art lautet die Zahnformel I 2/3, C 1/1, P 2/2, M 3/3, was 34 Zähne im Gebiss ergibt. Dabei ist der zweite Prämolar im Oberkiefer winzig und oft nicht sichtbar.

## Verbreitung
Die größte Population ist vom östlichen Israel und westlichen Jordanien sowie von der östlichen Sinai-Halbinsel über die westliche Arabische Halbinsel bis in den Westen von Jemen verbreitet. Die Elfen-Zwergfledermaus lebt auf Sokotra und im Bereich des ursprünglichen Fundortes im nordöstlichen Sudan und in angrenzenden Gebieten Ägyptens. Ein Fund aus Kenia bedarf Überprüfung. Die Fledermaus lebt im Hügelland und in Gebirgen zwischen 345 und 1225 Meter Höhe. Sie hält sich in felsigen Regionen mit verstreutem Bewuchs, wie Gräser, Sträucher und Bäume auf. Manchmal besucht sie Ackerland. Die Tiere sind häufig in Oasen oder an anderen Wasserstellen zu finden.

## Lebensweise
Die Elfen-Zwergfledermaus ist vorwiegend in den ersten und letzten Stunden der Nacht aktiv und ruht am Tage in Felsspalten, in Ruinen oder unter Felsüberhängen. Bei kalter Witterung bleiben einige Exemplare in ihrem Versteck und manche Populationen halten Winterschlaf, wenn die Temperatur unter 11 °C sinkt. Am Ruheplatz sind die Individuen allein oder es bilden sich kleine Gruppen mit bis zu 20 Mitgliedern. Die Nahrung besteht aus fliegenden Insekten und aus Spinnentieren, was vermuten lässt, das die Tiere teilweise Beute vom Boden aufsammeln. An Insekten wurden Reste von Käfern, Schmetterlingen, Zikaden, Wanzen, Hautflüglern, Mücken, Netzflüglern und Köcherfliegen im Verdauungstrakt registriert.
Im nördlichen Teil des Verbreitungsgebiets findet die Fortpflanzung zwischen April und Mai statt. Die wenigen dokumentierten Weibchen mit Nachwuchs waren mit zwei Embryos trächtig. In Israel zeigten sich Jungtiere im Juni erstmals außerhalb des Versteckts. Zwischen Juli und August stellten sie etwa die Hälfte der Population dar.

## Gefährdung
Gebietsweise wirken sich die Umwandlung der Landschaft in Ackerflächen und der Einsatz von Insektenbekämpfungsmitteln negativ aus. Die Größe der Gesamtpopulation ist nicht bekannt, doch in geeigneten Habitaten wird die Art öfter angetroffen. Die IUCN listet sie mit unzureichende Datenlage (data deficient).